# Kōji Nakajima
Kōji Nakajima (jap. 中島 浩司 Nakajima Kōji; ur. 20 sierpnia 1977) – japoński piłkarz występujący na pozycji pomocnika.

## Kariera klubowa
Od 1996 do 2013 roku występował w klubach Vegalta Sendai, JEF United Chiba i Sanfrecce Hiroszima.